# Girls Night Out
Girls Night Out er en dansk kortfilm fra 2014, der er instrueret af Jacob Thomas Pilgaard efter eget manuskript.

## Handling
En ung mand, Casper, bliver nødt til at slå en pige ned under en bytur, da han selv er ved at få bank. Han opsøges bagefter en af en anden pige, som også vil have at han skal slå hende, så hun kan lære ikke at være bange for sin kæreste.